# Giuseppe Ferrari (calciatore 1913)
Giuseppe Ferrari (Rivarolo Ligure, 8 agosto 1913 – Siracusa, 10 luglio 1943) è stato un calciatore italiano, di ruolo attaccante.
Alcune fonti lo riportano con il nome Umberto, ma trattasi di un errore poiché Umberto Ferrari fu un terzino della Cremonese. Ferrari era noto anche come Ferrari II per distinguerlo dall'omonimo compagno di squadra al Genova 1893 nelle stagioni 1932-1933 e 1933-1934 Giuseppe Carlo Ferrari, che era chiamato Ferrari I, e da Umberto Ferrari, che era chiamato Ferrari III.

## Carriera
Iniziò la carriera nella Rivarolese, militante in terza serie. Nelle due stagioni in rossonero ottiene come miglior risultato il quinto posto del Girone D della Prima Divisione 1930-1931.
Nel 1932 è ingaggiato dal Genova 1893, sodalizio con cui esordisce in Serie A il 5 marzo 1933 nella vittoria esterna dei rossoblu per 3-2 contro il Casale.
Nel 1934 passa alla Sanremese, società con cui vince il Girone C della Serie C 1936-1937, ottenendo la promozione in cadetteria. Nel campionato cadetto 1937-1938 ottiene con i biancoazzurri il nono posto finale.
La stagione seguente è ingaggiato dallo Spezia, sempre militante in Serie B. Con gli spezzini retrocede in Serie C, divisione da cui otterrà immediatamente la promozione, tornando per un'altra stagione a militare in cadetteria.
Nel 1941 passa alla Carrarese, club con cui ottiene l'undicesimo posto del Girone E della Serie C 1941-1942. Arruolato con il grado di Tenente nel 146º reggimento costiero, era di stanza in Sicilia quando gli anglo-americani iniziarono le operazioni di invasione del territorio italiano. Le prime truppe alleate sbarcarono sulle coste siciliane nella notte tra il 9 e 10 luglio 1943. Il giorno seguente Ferrari si trovava a difesa di un ponte sul fiume Anapo a poca distanza dal porto di Siracusa e la sua postazione fu travolta dalle truppe anglo-canadesi al cui comando vi era il famoso Generale Montgomery. Per Ferrari ed altri suoi compagni non vi fu scampo. Per il coraggio dimostrato fu decorato con la Medaglia d'Argento al Valor Militare. Le sue spoglie riposano nel cimitero spezzino dei Boschetti.

## Palmarès

### Club

#### Competizioni nazionali
- Serie C: 2

Sanremese: 1936-1937
Spezia: 1939-1940
- Prima Divisione: 1

Sanremese: 1934-1935 (girone D)